# Wang Meiyin
Wang Meiyin (Chinees: 王美银; 26 december 1988) is een Chinees voormalig wielrenner die tussen 2017 en 2019 reed voor Bahrain-Merida.

## Overwinningen
2012
Bergklassement Ronde van Hainan
2013
3e etappe Ronde van Langkawi
Bergklassement Ronde van Langkawi
Bergklassement Ronde van China II
2015
5e etappe Ronde van China I
2016
Bergklassement Ronde van Langkawi

## Resultaten in voornaamste wedstrijden
|      | \| Jaar \| Ronde van Vlaanderen \| Parijs-Roubaix \| Amstel Gold Race \| Luik-Bast.‑Luik \| Waalse Pijl \| \| ---- \| -------------------- \| -------------- \| ---------------- \| --------------- \| ----------- \| \| 2017 \| opgave \| opgave \| opgave \| opgave \| opgave \| \| 2018 \| \| opgave \| \| \| \| |                |                  |                 |             |
| Jaar | Ronde van Vlaanderen | Parijs-Roubaix | Amstel Gold Race | Luik-Bast.‑Luik | Waalse Pijl |
| 2017 | opgave | opgave         | opgave           | opgave          | opgave      |
| 2018 | | opgave         |                  |                 |             |

## Ploegen
- 2009 –  Trek-Marco Polo Cycling Team
- 2010 –  Marco Polo Cycling Team
- 2011 –  Hengxiang Cycling Team
- 2012 –  Hengxiang Cycling Team
- 2013 –  Hengxiang Cycling Team
- 2014 –  Hengxiang Cycling Team
- 2015 –  Hengxiang Cycling Team
- 2016 –  Wisdom-Hengxiang Cycling Team
- 2017 –  Bahrain-Merida
- 2018 –  Bahrain-Merida
- 2019 –  Bahrain-Merida
- 2020 –  Hengxiang Cycling Team
- 2021 –  Hengxiang Cycling Team
- 2022 –  Hengxiang Cycling Team

Agnoli · Arashiro · Boaro · Bole · Bonifazio · Božič · Brajkovič · Cink · Colbrelli · Feng · García · Gasparotto · Grmay · Haussler · Insausti · Izagirre · Moreno · Navardauskas · A. Nibali · V. Nibali · Novak · Pellizotti · Per · Pibernik · Siwtsow · Visconti · Wang · Garosio (stagiair) · Padoen (stagiair) · Toniatti (stagiair)
Agnoli · Arashiro · Boaro · Bole · Bonifazio · Božič · Colbrelli · Feng · García · Gasparotto · Haussler · G. Izagirre · J. Izagirre · Koren · Mohorič · Navardauskas · A. Nibali · V. Nibali · Novak · Padoen · Pellizotti · Per · Pernsteiner · Pibernik · Pozzovivo · Siwtsow · Visconti · Wang
Agnoli · Arashiro · Bauhaus · Bole · Caruso · Colbrelli · Dennis     · Feng · García · Garosio · Haussler · Koren · Mohorič · A. Nibali · V. Nibali · Novak · Padoen · Pernsteiner · Pibernik · Pozzovivo · Sieberg · Teuns · Tratnik · Wang · Williams